# Microdon willistoni
Microdon willistoni är en tvåvingeart som beskrevs av Josef Mik 1899. Microdon willistoni ingår i släktet myrblomflugor, och familjen blomflugor. Inga underarter finns listade i Catalogue of Life.